# П'єр I Бурбонський
'
П'єр I (фр. Pierre Ier de Bourbon; 1311 — 19 вересня 1356) — французький військовий діяч й дипломат часів Столітньої війни, 2-й герцог Бурбонський, великий камергер Французького королівства.

## Життєпис
Походив з роду Бурбонів, гілки Капетінгів. Старший син Людовика I, герцога Бурбонського, та Марії д'Авен. Народився 1311 року. Про молоді роки замало відомостей. 1336 року оженився на представниці династії Валуа. З початком Столітньої війни діяв спочатку в Гієні. 1339 року брав участь у поході Жана де Маріні, єпископа Бове, на Бордо, що завершився невдало.
1341 року був учасником походу Жана Нормандського на Бретань. Того ж року після смерті батька успадкував герцогство Бурбон. 1342 року представляв французького короля на інтронізації папи римського Климента VI в Авіньйоні. Того ж року разом з Раулем I де Брієнном, графом О, вдерся до Бретані, де відзначився при захопленні міст Нант, Оре, Шантосе, Каркеффу. 1343 разом з Юмбером II, дофіном В'єннським представляв Францію на перемовинах в Авіньйоні з англійськими посланцями. Проте перемовини завершилися без результату.
1345 року призначається королівським лейтенантом (намісником) Лангедоку. Йому протистояв англійський військовик Генріх, граф Дербі, який захопив Бержерак. П'єр де Бурбон перетворив захоплений Ангулем в свою базу, де збирав війська. Захопив фортеці Вільфранш і Міремонт. Втім невдовзі англійці здобули перемогу над французами в битві біля Обероше. Після цього герцог Бурбон спрямував зусилля на допомогу фортеці Ла Реоль, яку взяв в облогу Генрі Дербі. У 1346 році розташувався на зимові квартири в Ажені. Навесні зібрав нове військо в Тулузі, з яким рушив на Бордо. На шляху приєднався до герцога Жана Нормандського, що взяв в облогу важливу фортецю Егійон. Втім останнього було відкликано, оскільки англійський король Едуард III вдерся на північ Франції. 1346 року брав участь у битві при Кресі, де дістав поранення.
В липні 1347 року брав участь у мирних перемовинах з англійцями, що ні до чого не привели. 1354 року разом з кардиналом Гі Булонським представляв французького короля в перемовинах з Карлом II, королем Наварри, внаслідок чого останній отримав частину Нижньої Нормандії. 1355 року знову був одним з очільників французької делегації в Авіньйоні на перемовинах з англійцями. Втім перемовини швидко завершилися нічим. Невдовзі домовився про припинення війни між королями Франції та Наварри. Потім домовився про продовження перемир'я з Англією. Але 1356 року знову почалися бойові дії. Брав участь у битві при Пуатьє, де П'єр де Бурбон загинув, намагаючись врятувати короля Франції.

## Родина
Дружина — Ізабела, донька графа Карла Валуа.
Діти:
- Людовик (1337—1410), 3-й герцог Бурбон
- Жанна (1339—1379), дружина Карла V, короля Франції
- Бланка (1338—1361), дружина Педро I, короля Кастилії
- Бонна (1340/1342-1402), дружина Амадея VI, графа Савойського
- Катерина (1342—1427), дружина Жана VI, графа д'Аркур і д'Омаль
- Маргарита (1344—1416), дружина Арно IX д'Альбре, віконта де Тарту, графа де Дре
- Марія (1347—1401), ігуменя в Пуассі